# 存天理，灭人欲
“存天理，灭人欲”是宋明理学的观点。其释义、适用对象、意义是否正面俱有争论。

## 辨析

### 释义
1981年，张立文在《朱熹思想研究》中认为朱熹的“天理”有三层含义，“人欲”也有三层含义。学界界定，基本的欲求属于正当的，为“天理”；超过基本需求的则是非正当的，为“人欲”。张锡勤对此质疑，认为符合封建道德和自己等级地位的欲求是天理，与之相反的则是人欲。王敬华认为，可以从伦理视角、政治视角、历史观三个视角解读“存天理，灭人欲”。

### 适用对象
1932年，冯友兰在《朱熹哲学》中认为“存天理，灭人欲”适用于统治者。1939年，周谷城在《中国通史》中认为，“存天理，灭人欲”适用于统治阶级、人民、知识分子。吴长庚则认为“存天理，灭人欲”“不是对平民大众说的”。

## 现代争论
对“存天理，灭人欲”，戴震予以批评。1924年，胡适在《戴东原的哲学》中赞同戴震的批评，批评了视人的情欲为仇敌的观点。1935年李石岑高度评价戴震对朱熹理欲观的批评。汤用彤《理学谵言》引朱熹言论，指人欲为私欲。1932年，冯友兰发表《朱熹哲学》，解人欲为私欲，这一观点融入其1934年出版的《中国哲学史》中。范寿康、张岱年接受了冯友兰的观点。冯友兰还从政治哲学角度把“存天理，灭人欲”看作对统治者的道德要求。